# Karang Tengah (Gunung Puyuh)
Karang Tengah is een bestuurslaag in het regentschap Kota Sukabumi van de provincie West-Java, Indonesië. Karang Tengah telt 16.453 inwoners (volkstelling 2010).